# 埃米利奧·阿奎納多
埃米利奧·阿奎納多（Emilio Aguinaldo y Famy，1869年3月22日—1964年2月6日），又译为艾米里俄·阿圭那多、阿吉納爾多、阿奎那多、阿基纳尔多、安密里奥·亚昆诺杜、阿吉诺多。菲律宾他加禄人，华人、和西班牙人混血。菲律宾军事家、政治家、独立运动领导人。早期加入卡蒂普南，後与领导人滂尼发秀产生分歧，取得統治權後将其处决，並解散卡蒂普南。後创建了菲律宾边那巴多共和国，自任總統，但不久就投降，後流亡香港。之後趁著美西戰爭回國參與菲律宾第一共和国，再度成為总统，是菲律宾历史上第一位共和國总统（也是世界上最年輕的國家元首和政府首腦之一）。美菲戰爭中投降，投靠美國。二戰時投降日本，與日軍合作，二戰結束後因此短暫入獄，被特赦出獄。菲律賓獨立後，曾被委任爲國務會議成員；1964年2月因病死亡，終年94歲。

## 早年

卡蒂普南旗幟

埃米利奥·阿奎纳多於1869年3月22日生在吕宋岛甲米地省一个地主家庭，八个兄弟姐妹中排第七。父亲是西班牙人卡洛斯·哈米尔·阿奎纳多（Carlos Jamir Aguinaldo，？—1878年），当时的市长；母亲是带有中国血统的特立尼达拉·巴莱罗·法米（Trinidad Varelo Famy，1820年—1916年7月22日）。
他幼年丧父，初中时辍学在家，帮助母亲打点农场。17歲當上邻里玫瑰经运动組織（Binakayan）負責人（Cabeza de Barangay）。後毕业於马尼拉圣道顿马士大学。1895年當局市鎮重組，26岁的阿奎納多當選為甲米地首任自治市長。他致力于岛际航运，开通了南部的苏禄群岛旅游航线。1897年又被推戴爲甲米地地方領袖。
1896年1月1日阿奎納多迎娶伊拉里婭·德爾羅薩里奧（Hilaria del Rosario，1877年–1921年），並誕下五子。伊拉里婭於1921年3月6日死於麻風病，享年45歲。（p. 179）後於1930年7月14日，阿奎納多又在巴拉索延教堂與瑪莉亞·阿贡西利奥（María Agoncillo）結為夫妻，1963年5月29日瑪莉亞去世，享年82歲。
1894年經滂尼发秀介紹加入卡蒂普南。（p. 77）1896年8月26日卡蒂普南在巴林塔瓦克起義（p. 176），阿奎納多於31日在甲米地響應起事，擊潰甲米地的西班牙正規軍，佔領了甲米地全境，因此名聲大噪。後來，阿奎納多與滂尼发秀發生嚴重矛盾。1896年10月31日，阿奎納多發表《自由、平等、博愛》文告，提出將在「解放地區」成立臨時革命政府，隻字不提卡蒂普南，公開對抗卡蒂普南的章程綱領。（p. 182）1896年12月，卡蒂普南總部遷往甲米地，阿奎納多拒不服從滂尼发秀的指揮，導致革命陣營分裂。（p. 178）後在西班牙的強勢進攻下，卡蒂普南革命受創，於1897年2月退往北呂宋。1897年3月22日，在特赫洛斯大會（Tejeros Convention）上，任主席的阿奎納多帶領支持自己的「馬格達洛委員會」決議解散卡蒂普南，成立革命政府，阿奎納多當選為總統。然而滂尼发秀拒不承認大會的決定。（p. 188）1897年5月10日，阿奎納多一派逮捕了滂尼发秀，並以「反政府罪」將其處決。（p. 249）

## 邊那巴多共和國
卡蒂普南被解散後，由阿奎納多繼續領導革命。（pp. 178–182）
1897 年11月1日，阿奎納多革命集團在邊那巴多（Biak-na-Bato，也被譯為「比阿克纳马多」）召开代表会议，通过临时宪法，邊那巴多共和國正式成立，由阿奎纳多任总统。但僅僅在一個月後的12月14日，阿奎納多就與西班牙殖民政府議和，簽訂《邊那巴多條約》（又譯「破石洞條約」，Pact of Biak-na-Bato），並於16日正式解散革命政府，號召革命人群放棄武裝鬥爭。（pp. 249–250）
根據條約內容，西班牙政府不逮捕革命者也不追究其責任，給予阿奎納多集團十万比索，在菲律賓实行行政和立法改革，3年內實行菲律賓自治；而革命組織需要解散軍隊、停止武裝鬥爭、阿奎納多被驅逐出境。阿奎納多按照協議流亡香港，但雙方並沒有認真執行其他條約，武裝鬥爭仍在進行，馬卡布洛斯還領導革命軍收復了諸多地區。（p. 183–184）

## 菲律賓第一共和國

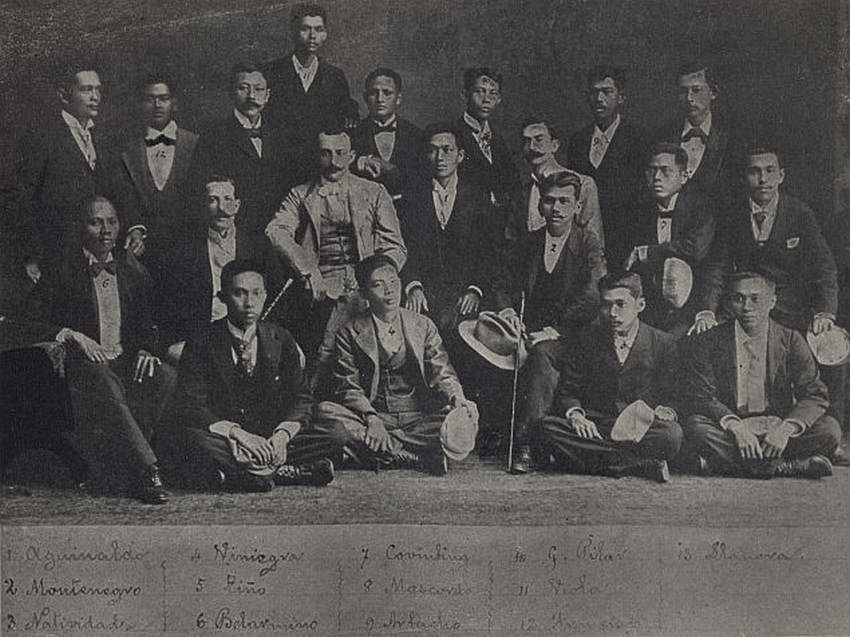
逃亡香港的革命人仕

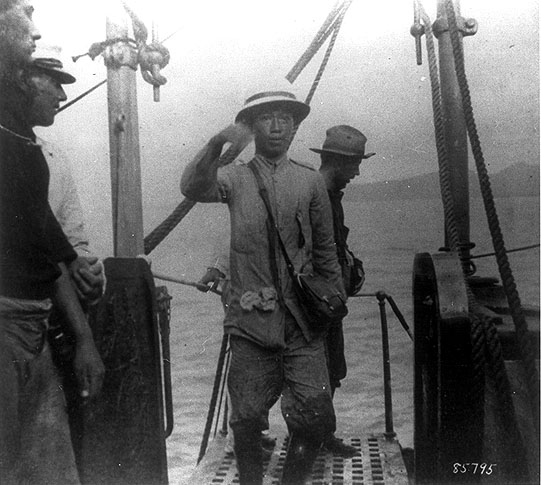
阿奎納多於1901年被美軍逮捕後被押上維克斯堡號

1898年4月，美西戰爭爆發，馬卡布洛斯在呂宋中部建立革命政府，而阿奎納多也試圖趁着美西戰爭捲土重來，在香港設立「愛國委員會」（p. 252），5月又在美軍的保護下回到菲律賓，以大元帥銜領導對西戰爭。5月底，革命軍收復了甲米地全省。
6月12日，馬卡布洛斯在甲米地發佈《獨立宣言》，宣告菲律賓獨立，將建立共和國。（p. 126）至1898年8月，除了馬尼拉等少數地區，革命軍幾乎攻佔菲律賓全境。（p. 253）1899年1月馬卡布洛斯頒布《馬洛洛憲法》（「馬洛洛」也譯為「馬洛洛斯」），建立全亞洲第一個民主共和國，史稱菲律賓第一共和國或馬洛洛共和國，阿奎納多重新當上菲律賓總統。各地的革命軍改名爲菲律賓共和軍。（pp. 255–256）
1899年初，西班牙總督與美軍密約，將馬尼拉「讓渡」給美國，美軍遂入駐馬尼拉，阻撓菲律賓共和軍收復馬尼拉。2月4日，美軍突然進攻馬尼拉市郊的菲軍，翌日菲律賓第一共和國向美國宣戰，美菲戰爭爆發。（pp. 256–257）共和國政府在主戰和主和的爭論中，阿奎納多又倒向投降派。5月7日，他支持主降派的巴特诺和布恩卡米诺分别篡夺了内阁主席和外交部长职务，主戰派領袖遭到排擠或殺害。11月，美軍加強攻勢，共和軍轉入地下打遊擊，阿奎納多逃往伊莎貝拉省的巴兰南镇。12月10日，美西戰爭結束，戰勝國美國取代了西班牙在菲律賓的統治權，拒不承認菲律賓共和國。此後，巴特诺等主降派逐个投降後被美军俘虏。1901年3月21日，菲律賓全境落入美軍手中，阿奎納多也在巴兰南镇（Palanan，又译为巴拉南）被美军俘虏而投降。4月1日，阿奎纳多宣誓效忠美国，19日发表宣言劝抗美游击队接受美国的「和平」，「让鲜血不再流，让眼泪与荒凉从此结束」。（p. 35 （页面存档备份，存于））

## 美治时期及日治时期

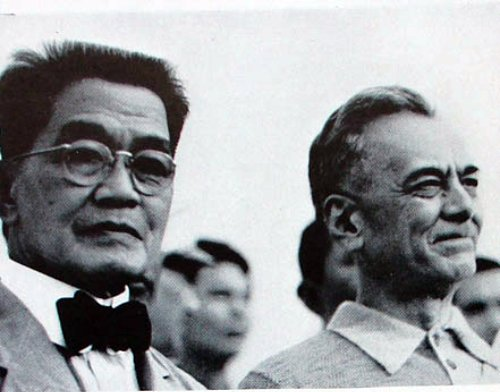
埃米利奧·阿奎納多（左）與曼努埃爾·奎松（右）

在美国殖民时期，阿奎纳多创建了菲律宾革命退伍军人协会。確保其成員的養老金，並安排他們從政府分期付款購買土地。此外几乎无政治活动:110–112
1934年，美国颁布《泰丁斯-麦克杜菲法案》，允许菲律宾自治。次年，阿奎纳多参选总统，但败给了曼努埃尔·路易斯·奎松，再次隐退。:268–270, 273–274
二战开始後，日本於1941年12月入侵菲律宾。（pp. 274–275）阿奎纳多再度出山，与日本合作，通过讲话、文章和广播呼吁麦克阿瑟領導的美軍及菲軍「为了不懂作戰、天真无邪的菲律宾青年」投降。:275日本戰敗後，菲律賓國內清算叛徒，阿奎納多以「通敵罪」被捕下獄，在審訊期間表明自己是被日本脅迫合作，因此在數月後被總統特赦釋放（他辯稱是在脅迫下行事，日本人威脅說，如果他不合作，就殺死他和他的家人）。1945年，他通過菲律賓新政府發佈的大赦獲釋。:2

## 菲律賓獨立後
於1946年7月4日，菲律賓獨立。

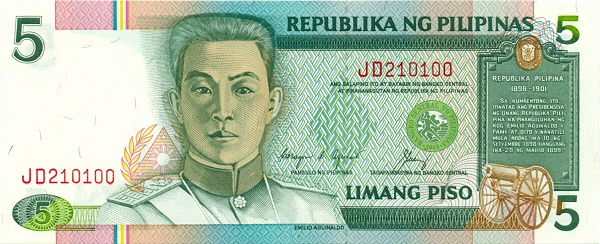
5菲律賓披索上的阿奎納多頭像

阿奎納多晚年多爲发扬菲律宾民族主義和民主，以及改善菲美关系而活動。於1950年，阿奎納多被总统埃尔皮迪奥·基里诺任命为国务会议成员。
1953年，他获得菲律宾大学名誉法学博士学位。
1957年投資創辦埃米利奧·阿奎納多大學（Emilio Aguinaldo College），校址設在馬尼拉。
1964年2月6日，他因冠状动脉栓塞在奎松退伍军人纪念医院死亡，终年94岁。死後，故乡甲米地省卡維特鎭为其建阿奎纳多宫，将他葬在此处。（p. 285）
於1964年8月4日，第4166號共和法令將7月4日菲律賓獨立日改稱菲律賓共和國日。